# 의료윤리학
의료윤리학(醫療倫理學, medical ethics)은 윤리학의 한 갈래로, 의학 및 의료 행위에서 필요한 윤리적 판단을 다루는 학문이다.

## 역사
의학과 관련되어 기록에 남아있는 가장 오래된 가치판단은 함무라비 법전에 기록되어 있다. 기원 전의 히포크라테스 선서에 의사가 지켜야 할 도덕적 의무에 관한 서술이 있는 것으로 보아, 직업윤리로써의 의료윤리는 의사라는 직업의 역사와 그 궤를 같이 한다. 의료윤리(medical ethics)라는 용어가 처음 등장한 것은 1803년 토머스 퍼시벌의 책 《의료 윤리학》(Medical Ethics)이었으며, 퍼시벌은 여기서 전문가로서의 의사에게 기대되는 의무적인 윤리강령이 필요함을 역설하였다.

## 생명윤리와 의료윤리
좁은 의미에서의 생명윤리학은 생명의 본질적 가치를 다루는 도덕철학으로 볼 수 있으며, 이와 대비되는 개념의 의료윤리학은 의사가 갖추어야 할 행동규범과 가치 판단에 대한 도덕철학이다.

## 범위
임상의학에서 필요한 가치판단, 직업윤리, 사회적 관계, 의학 산업에서 필요한 윤리(실험윤리 등), 공중보건 및 자원 배분 등 다양한 영역에서 의료윤리가 적용되고 있다.

## 같이 보기
- 우생학
- 건강권
- 헬싱키 선언
- 간호윤리학
- 의사-환자 관계